# Corynorhinus rafinesquii
Espèce
Statut de conservation UICN

 LC  : Préoccupation mineure
Corynorhinus rafinesquii est une espèce de chauves-souris nord-américaine de la famille des Vespertilionidae.

## Description
Corynorhinus rafinesquii est une chauve-souris de taille moyenne avec une longueur d'environ 7,5 à 10 cm et une envergure de 25 à 30 cm. Les oreilles font de 27 à 37 mm, l'avant-bras de 38,8 à 43,5 mm de long.
Le poids est de 8 à 9,5 g chez les mâles et 8 à 13,6 g chez les femelles.
La chauve-souris est grise sur la face dorsale et blanche sur la face abdominale. Les oreilles et le visage sont de couleur brun rosé, tandis que l'avant-bras et la membrane alaire sont brun foncé.
Semblable à l'oreillard de Townsend, cette espèce a deux morceaux de chaque côté de son nez. Elle diffère de l'oreillard de Townsend et de Corynorhinus mexicanus par les cheveux bicolores à base sombre et à pointe presque blanche.
Pendant l'hibernation, les animaux roulent leurs longues oreilles caractéristiques afin de se recroqueviller entre la tête et les ailes repliées.
Certaines sources rapportent sa durée de vie maximale à 10 ans, bien que des données solides manquent. Plus de recherches ont été effectuées sur l'oreillard de Townsend, et les estimations de la durée de vie de cette espèce varient de 16 à 30 ans dans la nature.

## Répartition

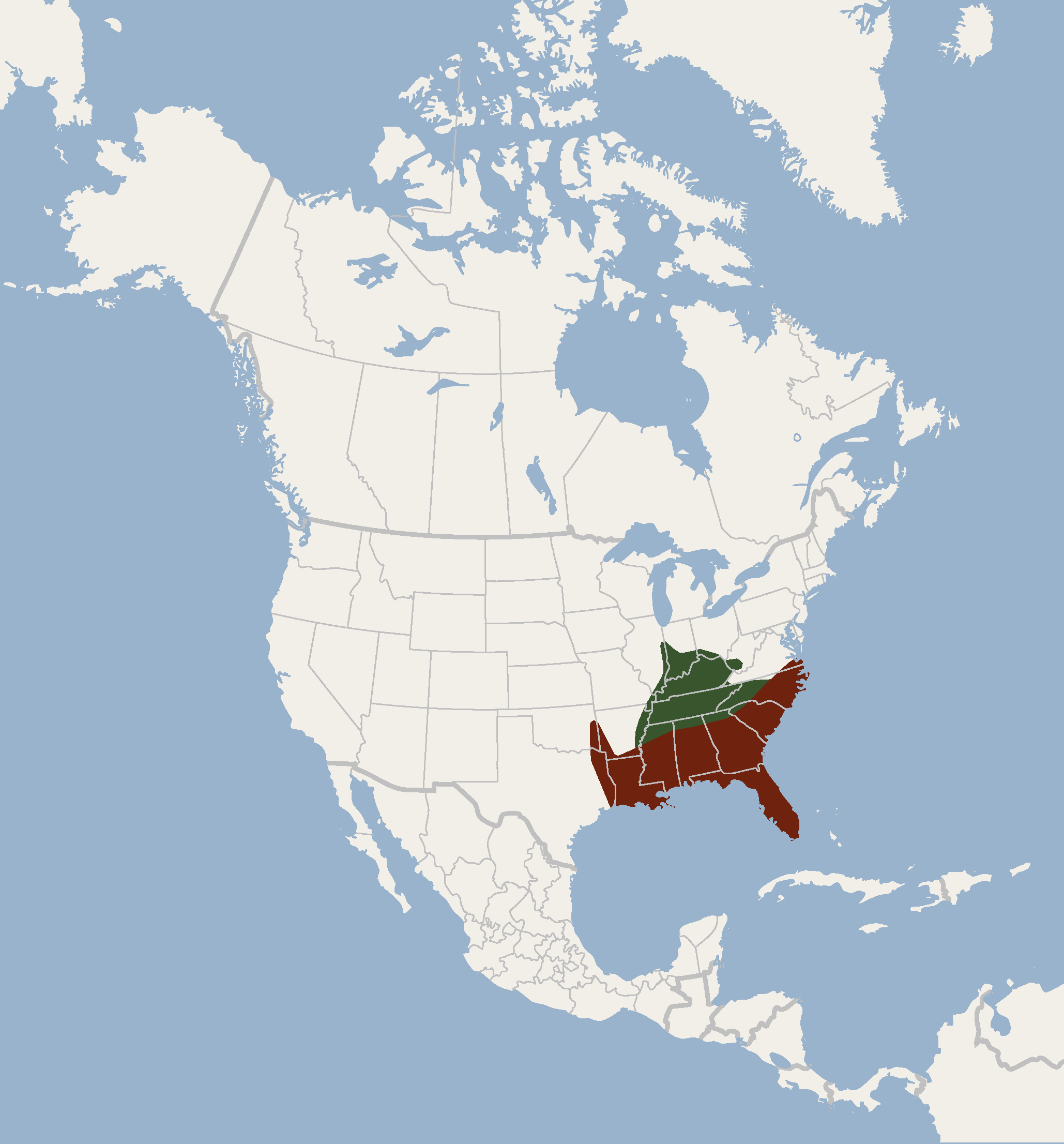
Aire de répartition de Corynorhinus rafinesquii

Corynorhinus rafinesquii se trouve de la côte est des États-Unis à l'est du Texas.
Bien que rare dans toute son aire de répartition, cette espèce se trouve dans une variété d'habitats, des plaines côtières et des zones riveraines aux zones montagneuses telles que le parc national des Great Smoky Mountains. Dans tous les cas, ces chauves-souris sont associées à de vastes zones de forêt relativement mature.
Selon la saisonnalité, la situation géographique et des fréquents changements de perchoirs, C. rafinesquii peut être trouvé dans divers endroits. Les perchoirs peuvent se trouver dans des arbres vivants ou morts, mais ils sont généralement assez grands. Une étude rapporte que le diamètre à hauteur de poitrine moyen des perchoirs de 79 cm avec une hauteur de 18,5 m. On peut également le trouver dans des bâtiments abandonnés, sous des ponts, dans des puits et dans des grottes.

## Écologie et comportement
Corynorhinus rafinesquii, comme toutes les chauves-souris du sud-est des États-Unis, est insectivore, nocturne et localise la nourriture principalement par écholocation. Ils consomment un large éventail d'insectes, y compris les moustiques, les coléoptères et les mouches, bien que les papillons constituent 90% de l'alimentation. Les insectes peuvent être capturés par glanage (sur le feuillage ou des parois des grottes) ou en vol.
Pendant la journée, les animaux se trouvent en colonies. Les groupes atteignent une taille de plus de 100 individus, ce qui fait que ceux du nord sont plus grands que du sud. 
L'espèce croise rarement d'autres représentants de ce genre dans son aire de répartition, à l'exception des Appalaches, dans lesquelles il rencontre avec l'oreillard de Townsend. Corynorhinus rafinesquii peut souvent être trouvé sur son lieu de pendaison avec la pipistrelle de l'Est, dans le sud parfois avec Myotis austroriparius et au nord dans des grottes dans lesquelles vit également l'oreillard de Townsend. L'espèce est plus rarement trouvée avec Myotis grisescens, Myotis leibii, Myotis sodalis, Myotis lucifugus et Eptesicus fuscus.
Le syndrome du nez blanc est une maladie grave causée par un pathogène fongique qui dévaste plusieurs espèces de chauves-souris dans l'est des États-Unis. Contrairement à certaines autres espèces de chauves-souris avec lesquelles il partage son aire de répartition, Corynorhinus rafinesquii ne semble pas affectée par la maladie. Les raisons hypothétiques sont l'utilisation d'hibernacles qui peuvent ne pas fournir des conditions de croissance optimales pour l'agent causal (le fonge Pseudogymnoascus destructans), des léthargies peu fréquentes et peu profondes.

## Reproduction
Corynorhinus rafinesquii s'accouple en automne et donne naissance à un enfant d'un poids de 2,3 à 2,6 g en mai ou juin. Les nouveau-nés sont glabres, la première fourrure pousse après quelques jours et est plus foncée que l'animal adulte. Après la naissance, les jeunes s'accrochent aux mamelles de la mère et sont portés jusqu'à l'âge de trois semaines environ. Les animaux commencent alors leurs premières tentatives de vol et sont indépendants peu de temps après. Après un mois, les enfants pèsent déjà autant qu'un animal adulte. Après trois mois, ils changent de fourrure et ne peuvent être distingués à l'extérieur des autres animaux que par les épiphyses ouvertes.